# Acyphoderes delicata
Acyphoderes delicata là một loài bọ cánh cứng trong họ Cerambycidae.